# Rodzimowierstwo słowiańskie w Polsce
Rodzimowierstwo słowiańskie w Polsce – polska społeczność osób wyznających rodzimowierstwo słowiańskie, będące współczesną kontynuacją religii Słowian. Reprezentowana jest przez kilka formalnie zarejestrowanych związków wyznaniowych oraz szereg stowarzyszeń nieformalnych. Początki polskiego rodzimowierstwa słowiańskiego sięgają pierwszej połowy XIX wieku, zaś pierwsze zorganizowane formy pojawiły się w 20-leciu międzywojennym. Scott Simpson w 2024 roku szacował liczbę aktywnie zaangażowanych, regularnie uczestniczących w uroczystościach religijnych wyznawców na około 3500 osób.

## Historia

### Początki

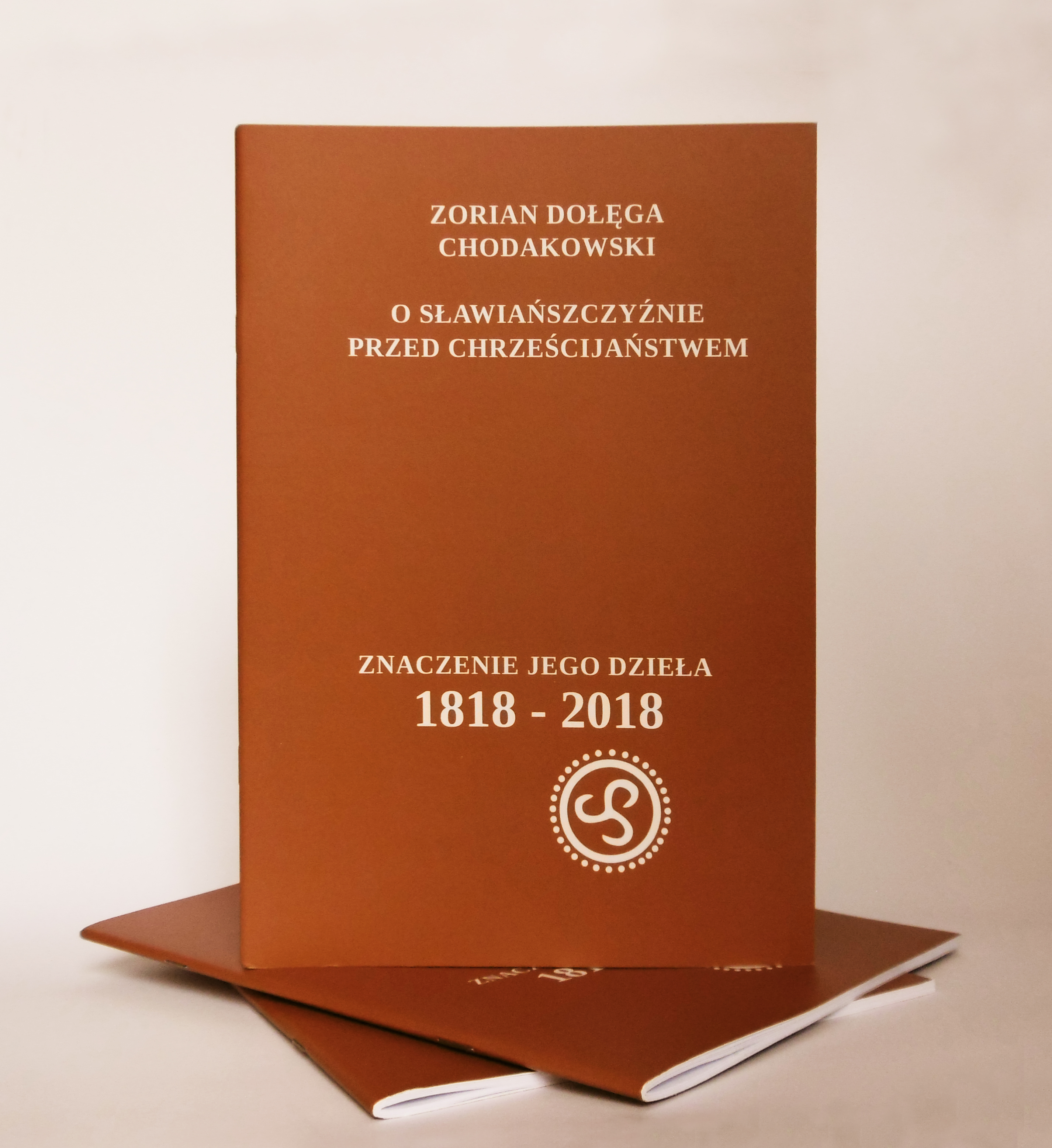
Współczesne wydanie „O Sławiańszczyźnie przed chrześcijaństwem” Zoriana Dołęgi-Chodakowskiego

Doba romantyzmu polskiego przyniosła zainteresowanie zwyczajami ludowymi i usiłowania literackie i filozoficzne zwrotu ku kulturze rodzimej. Ten charakterystyczny rys polskiego romantyzmu był odwróceniem się od zasady epoki neoklasycznej, która często zwracała się ku tradycji klasyki śródziemnomorskiej, nie szukając wzorców lokalnych. Charakterystycznym jest tu przykład wczesnej twórczości Adama Mickiewicza, który nawiązywał do wierzeń i „guseł” lokalnych, podnosząc je tym samym do wyżyn tematu literackiego i tworząc ethos ludowości i historyzmu.
Ruchy rodzimowiercze za swego duchowego prekursora uznają Zoriana Chodakowskiego. Pod wpływem idei romantyzmu niemieckiego podjął się badań nad ludowością polską i jej korzeni historyczno-mitologicznych. W pracy „O Sławiańszczyźnie przed chrześcijaństwem” z 1818 r. zarysował propozycję odrodzenia duchowego narodu poprzez oparcie się na kulturze ludowej i odnalezienie w niej elementów z czasów przedchrześcijańskich.
Filozof Jan Hempel w początkach XX wieku proponował powrót do duchowości pogańskich Słowian w formie nowej, pozbawionej bóstw religii.

### Okres międzywojenny
W okresie międzywojennym powstały pierwsze polskie organizacje o charakterze rodzimowierczym: Zadruga, Koło Czcicieli Światowida oraz środowisko skupione wokół pisma Demiurg.
Postulat powrotu do słowiańskiej wiary rodzimej był także częścią doktryny „agraryzmu wiciowego”, propagowanej na łamach tygodnika „Wici” Związku Młodzieży Wiejskiej RP przez Józefa Niećkę w latach 1928–1938. Działalność Niećki zaowocowała między innymi obchodzeniem przez ZMW RP tzw. „świąt ludowych”: Opłatka, Święta Wiosny, Święta Żniwnego i Zaduszek; miały one stanowić „pomost między czasami słowiańskich rolników, a współczesnym ruchem ludowym” i opierały się na wprowadzeniu wymiaru mistycznego w obrzędowości wiejskiej przy jednoczesnym braku jakichkolwiek odwołań do chrześcijaństwa.
Pogański charakter miał również Szczep Rogate Serce – grupa artystyczna założona przez Stanisława Szukalskiego, której twórczość często sięgała po motywy słowiańskie. Franciszek Frączek, będący członkiem grupy, otwarcie deklarował oparcie swojej duchowości na wierzeniach dawnych Słowian i kulcie natury .
W okresie międzywojennym działał także publicysta Zdzisław „Lubomir” Harlender, autor książki „Czciciele Dadźbóg-Swarożyca” (1937), który wyraził przekonanie, że podstawy ludowego postrzegania świata pozostały przedchrześcijańskie. Postulował odrodzenie słowiańskiego pogaństwa w Polsce rozumianego w sposób panteistyczny, przekonując że umocni to polską tożsamość .

### Polska Ludowa
W czasach stalinizmu aresztowano lidera Zadrugi, Jana Stachniuka, a także lidera Koła Czcicieli Światowida, Władysława Kołodzieja, zaś pozostali na wolności członkowie obu grup aż do czasu odwilży gomułkowskiej nie podejmowali działań na rzecz ich reaktywacji. W latach 60. i 70. spadkobiercy Kołodzieja spotykali się w Warszawie w ramach nieformalnej grupy, którą w 1965 roku próbowali z niepowodzeniem zarejestrować pod nazwą Lechickie Stowarzyszenie Czcicieli Światowida w Urzędzie ds. Wyznań. Ich działalność została opisana w prasie w 1970 roku, a wypracowane przez nich praktyki rytualne i kalendarz wpłynęły na dalszy rozwój ruchu rodzimowierczego. Po śmierci Władysława Kołodzieja (1978) grupą kierował Jerzy Gawrych, używający pseudonimu „Brat Masław II”. Środowisko to rozpadło się w latach 80. 
Wątki rodzimowiercze przejawiły się też w pismach i działalności panslawistycznego nacjonalisty Bolesława Tejkowskiego, który w latach 70. kontaktował się ze środowiskiem byłych uczestników zarówno ruchu Zadruga, jak i środowiska Władysława Kołodzieja .
W 1981 powstała także nieformalna grupa wyznaniowa, która już w latach 90. przerodziła się w Polski Kościół Słowiański .

### Lata 90. i później
Po upadku PRL powstało szereg nowych organizacji, stowarzyszeń i grup wyznaniowych, np. Rodzimy Kościół Polski, Polski Kościół Słowiański, Stowarzyszenie na rzecz Tradycji i Kultury „Niklot”, Rodzima Wiara (zarejestrowane jako Zrzeszenie Rodzimej Wiary), Watra, Żertwa i inne.
W 2013 roku miał miejsce I Ogólnopolski Zjazd Rodzimowierczy, określony jako przełomowe wydarzenie w historii polskiego ruchu rodzimowierczego. W kolejnych latach był on kontynuowany, w wyniku czego na zjeździe w 2015 roku powołana została Konfederacja Rodzimowiercza, zrzeszająca większość wspólnot rodzimowierczych w kraju oraz reprezentująca środowisko w kontaktach z innymi instytucjami.

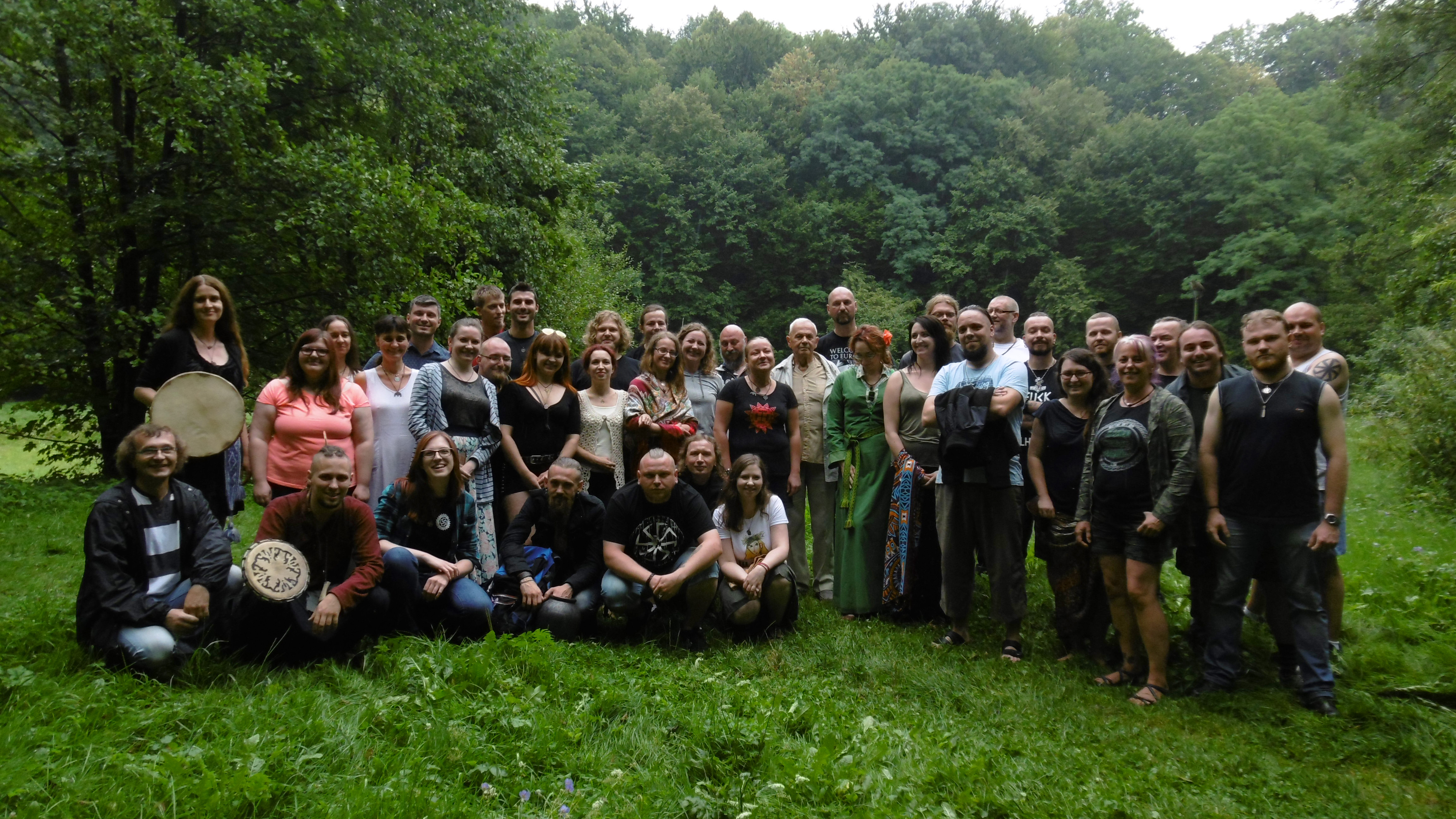
Uczestnicy i uczestniczki V Ogólnopolskiego Zjazdu Rodzimowierczego

W marcu 2017 roku ZW Rodzima Wiara w wyniku propozycji wystosowanych w ramach KR przez wspólnoty członkowskie wydał oświadczenie, w którym ogłoszono rozpoczęcie prac nad zmianą Wyznania Wiary tegoż związku, a także zagwarantowano wspólnotom przystępującym do związku zachowanie autonomiczności na określonych w owym oświadczeniu zasadach. 22 marca 2017 – kilka dni po wydaniu oświadczenia – do ZW RW dołączyło Stowarzyszenie Kołomir. Ostatecznie zmiana Wyznania Wiary ZW Rodzima Wiara nie została dokonana, a Konfederacja Rodzimowiercza po kilku latach od powołania wyczerpała swoją formułę i w praktyce zakończyła swoją nieformalną działalność. 
W czerwcu 2017 roku, w trakcie trwających obchodów święta Stado, powołano do życia nowy związek wyznaniowy o nazwie Związek Wyznaniowy Rodzimowierców Polskich „Ród”.

## Współczesna statystyka wiernych
Ze względu na nieformalny charakter części struktur organizacyjnych rodzimowierstwa słowiańskiego, dokładne oszacowanie ilości osób wyznających tę religię jest utrudnione. Statystyki prowadzone przez Główny Urząd Statystyczny uwzględniają jednak liczbę wyznawców deklarowaną przez poszczególne związki wyznaniowe, co zostało przedstawione w niniejszej tabeli:
| Nazwa związku          | 2005 | 2006 | 2007 | 2008 | 2010 | 2011 | 2013 | 2014 | 2015 | 2016 | 2017 | 2018 |
| ---------------------- | ---- | ---- | ---- | ---- | ---- | ---- | ---- | ---- | ---- | ---- | ---- | ---- |
| Rodzima Wiara          | 242  | 240  | 250  | 225  | b.d. | 180  | b.d. | b.d. | 172  | 190  | b.d. | b.d. |
| Rodzimy Kościół Polski | 828  | b.d. | b.d. | b.d. | b.d. | 500  | b.d. | b.d. | b.d. | 998  | 1388 | 2279 |
| ZZW „Słowiańska Wiara” | –    | –    | –    | –    | 296  | 296  | 313  | 544  | b.d. | 370  | 370  | b.d. |

## Organizacje rodzimowiercze
W Polsce zarejestrowanych jest kilka rodzimowierczych związków wyznaniowych:
| Nazwa związku                                             | Rok rejestracji | Siedziba         | Podstawowy symbol   |
| --------------------------------------------------------- | --------------- | ---------------- | ------------------- |
| Rodzimy Kościół Polski                                    | 1995            | Warszawa         | Ręce Boga           |
| Polski Kościół Słowiański                                 | 1995            | Warszawa         | -                   |
| Związek Wyznaniowy Rodzima Wiara                          | 1995            | Wrocław          | Triskelion          |
| Zachodniosłowiański Związek Wyznaniowy „Słowiańska Wiara” | 2009            | Opole            | Swarga              |
| Związek Wyznaniowy Rodzimowierców Polskich „Ród”          | 2017            | Dąbrowa Górnicza | Swastyka kruszwicka |

Znacząca część rodzimowierców zrzesza się w organizacjach o charakterze stowarzyszeń lub nieformalnych; przykładem takiej organizacji jest wrocławska Wspólnota Rodzimowierców „Watra”. W latach 90. i 2000. rodzimowiercy podejmowali również próby organizowania się w ramach „świeckich” stowarzyszeń kulturalnych, wydawnictw religijnych czy nawet partii politycznych.

## Media rodzimowiercze w Polsce
Polscy rodzimowiercy słowiańscy prowadzą kilka organów medialnych:
- Gniazdo. Rodzima wiara i kultura (czasopismo)[25]
- Rodzimowiercze Radio Internetowe „RadioWid”[26][27]
- Słowiańska Agencja Prasowa[28]

## Kult rodzimowierczy w Polsce

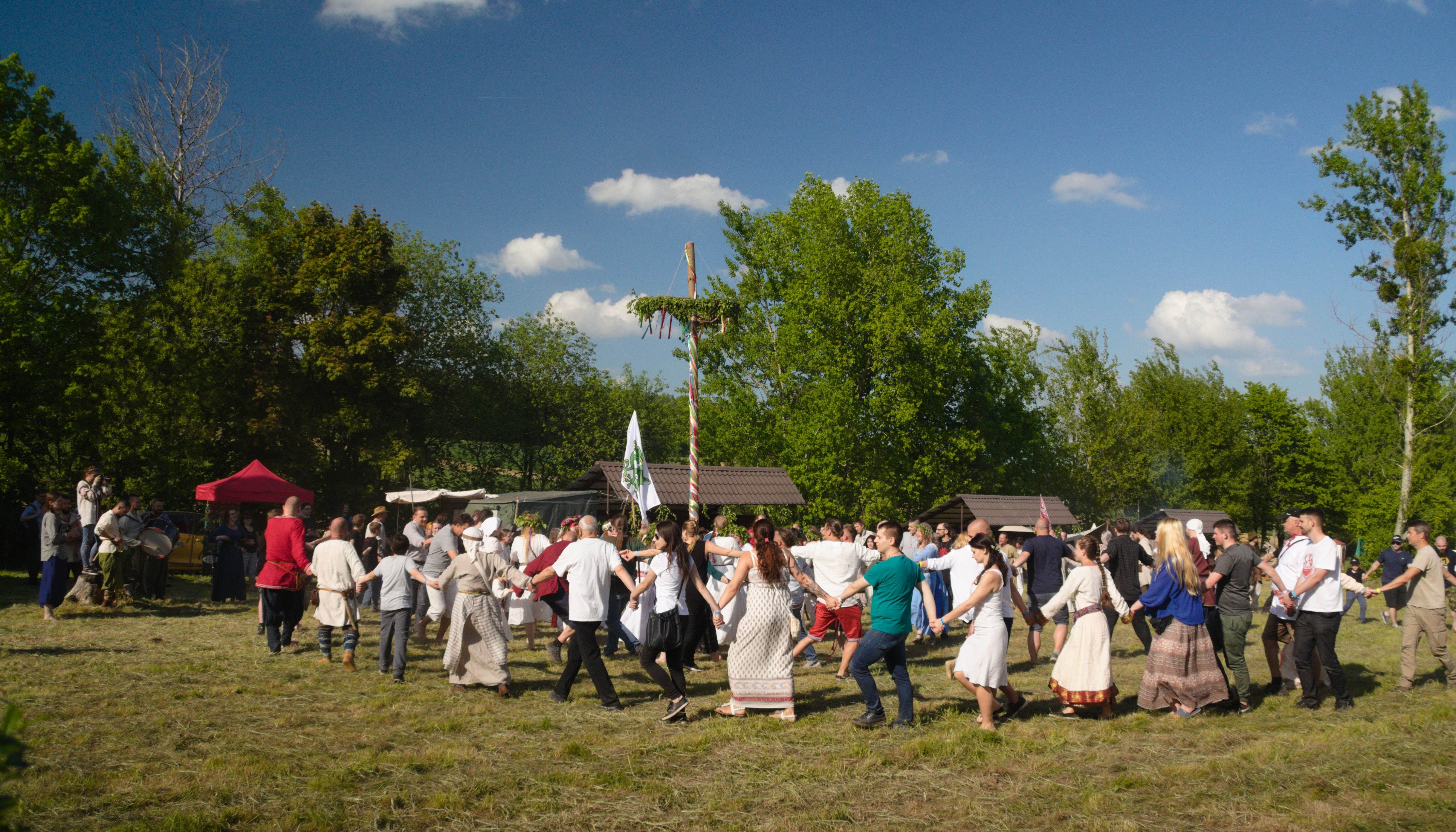
Ogólnopolskie obchody święta Stado, Sulistrowice 2019.

### Święta rodzimowiercze
Rodzimowiercy słowiańscy w Polsce, podobnie jak w innych krajach, obchodzą cztery główne święta solarne (Jare Gody, Noc Kupały, Dożynki oraz Szczodre Gody), Święto Przodków oraz święta poświęcone poszczególnym bóstwom, np. święto Welesa czy święto Peruna.
Wyjątkową inicjatywą polskiego środowiska rodzimowierczego jest obchodzone na wiosnę święto Stado, współorganizowane co roku przez wspólnoty z różnych części kraju jako ogólnopolska uroczystość.

### Miejsca kultu i świątynie

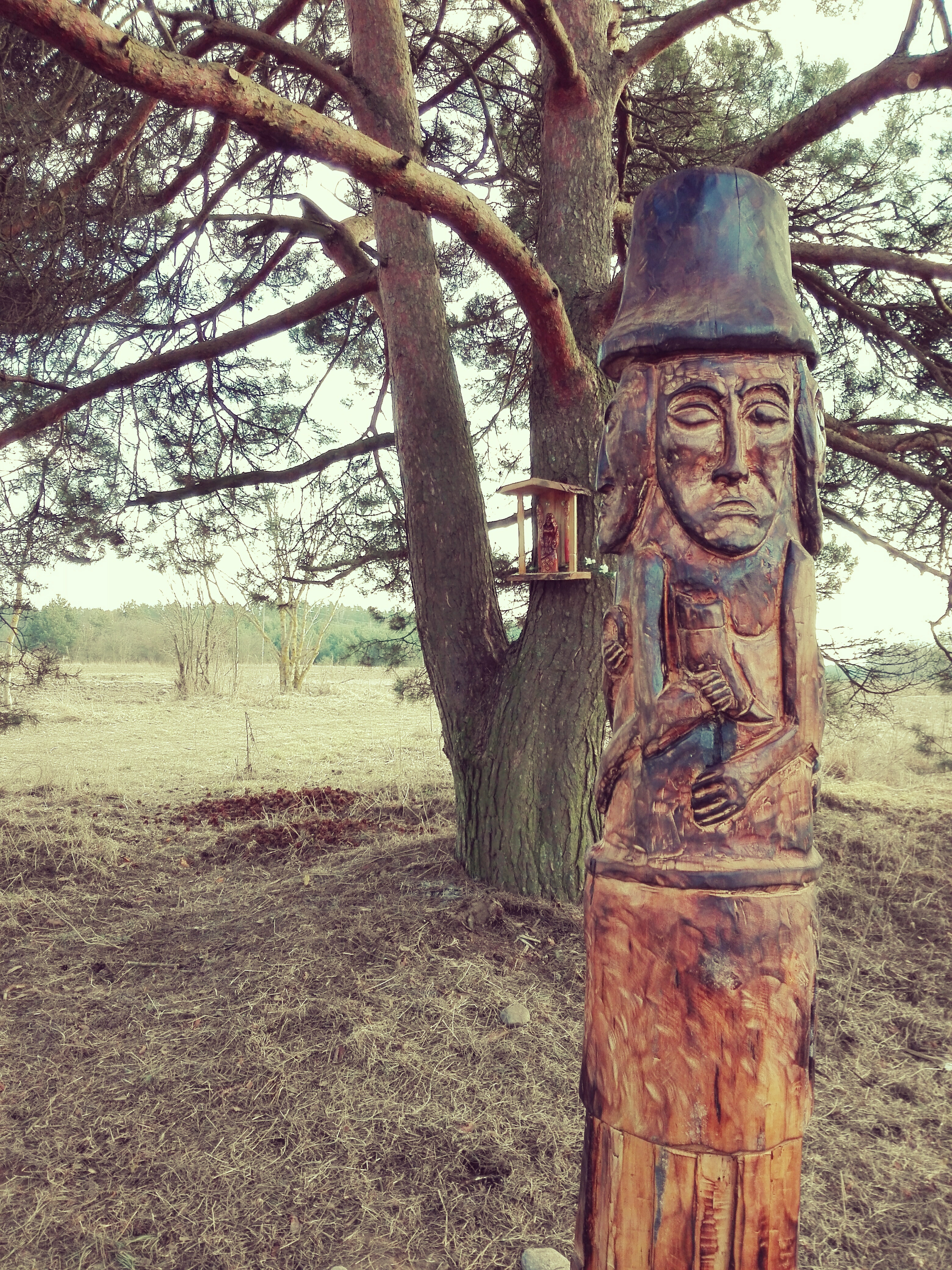
Rodzimowiercze miejsce kultowe w Gajownikach na Podlasiu

- Chram Mazowiecki RKP (gmina Michałowice) – niewielka półotwarta drewniana świątynia, znajdująca się na użyczonym prywatnym terenie pod Pruszkowem, w której swoje oprzędy przeprowadza Rodzimy Kościół Polski[30].
- Chram w Mrozach (Mała Wieś) – teren zakupiony w 2019 r. przez Rodzimy Kościół Polski, na którym ustawiony został posąg Welesa oraz tworzona jest żywo zielona świątynia[potrzebny przypis].
- Chram „Stokroć” (okolice Olsztyna) – w 2017 roku oddziały warmiński i mazowiecki związku wyznaniowego Rodzima Wiara ustanowiły kilkanaście kilometrów od Olsztyna kapiszcze pod nazwą Chram „Stokroć”. W kapiszczu stoją trzy posągi, przedstawiające Peruna, Welesa i Mokosz; docelowo mają stanąć także posągi Łady i Dadźboga[31] .
- Osada Mokoszy (Sady) – zakupiony w 2020 roku przez związek wyznaniowy Rodzima Wiara teren znajdujący się w pobliży Ślęży[32].
- Sanktuarium Welesa (Wałbrzych) – miejsce znajdujące się na terenie Wałbrzycha, którym opiekuje się grupa o nazwie Kompania Zmierzchu[33].
- Ślężańskie Trzebiszcze[b] (masyw Ślęży) – trzebiszcze ustanowione przez grupę Ślężańscy Rodzimowiercy w lutym 2019 roku na styku Wzgórz Oleszeńskich oraz Raduni. W centrum obiektu znajduje się posąg Świętowita, poza tym rozmieszczonych w nim jest 5 palenisk ofiarnych oraz wał kultowy[34] .

Istnieją również miejsca pozbawione nazw własnych, jak teren wydzierżawiony od władz miasta Wrocław przez stowarzyszenie „Watra”, na którym od 2016 roku planowano rozpocząć budowę Centrum Kultury Słowiańskiej, znajdujące się pod opieką m.in. Rodzimego Kościoła Polskiego miejsce kultowe ze Światowidem i kapliczką Mokoszy w Gajownikach na Podlasiu, czy kopia Światowida ze Zbrucza pod Wawelem w Krakowie.